# Launchpad
Launchpad (от англ. launch pad — пусковая платформа, стартовая платформа) — веб-сайт с системой совместной разработки программного обеспечения, разрабатываемый и обслуживаемый компанией Canonical. Доступ предоставляется бесплатно разработчикам открытого программного обеспечения, также существует платная подписка на услуги по публично-облачной модели для разработчиков программ с закрытым исходным кодом.
Компоненты:
- Code — хостинг исходного кода, использующий систему контроля версий Bazaar, а с мая 2015 года — ещё и git;
- Bugs — система отслеживания ошибок;
- Blueprints — система для создания спецификаций и запроса новой функциональности для программ;
- Translations — онлайн-редактор локализаций;
- Answers — система создания базы знаний и списков часто задаваемых вопросов.